# Generatie Alfa
Generatie Alfa (of afgekort: Gen Alfa) is de demografische generatie die volgt op Generatie Z. Onderzoekers en populaire media gebruiken deze term voor personen die zijn geboren tussen 2013 en 2024. Genoemd naar de eerste letter in het Griekse alfabet, is Generatie Alfa de eerste die volledig in de 21e eeuw is geboren. De meeste leden van Generatie Alfa zijn de kinderen van millennials.
Generatie Alfa is geboren in een tijd waarin, op veel plekken in de wereld, men steeds minder kinderen krijgt dan voorheen. Generatie Alfa heeft actief de coronapandemie meegemaakt als kinderen. Generatie Alfa heeft ook veel meer toegang tot entertainment en communicatie dan eerdere generaties door apparaten zoals computers en smartphones, interesse in traditionele televisie wordt echter steeds kleiner. Het steeds groter wordende gebruik van elektronica in les(methodes) heeft een significant verschil gemaakt tussen de onderwijzing van deze generatie en de onderwijzing van eerdere generaties. Onderzoek suggereert dat sinds laat in de jaren 10 gezondheidsproblemen gerelateerd aan schermtijd, allergenen en obesitas steeds meer voorkomen.
Verloren Generatie · Groots(t)e Generatie · Stille Generatie · Babyboomgeneratie · Generatie X · Generatie Y· Generatie Z · Generatie Alfa · Generatie Bèta